# Malḩamlū
Malḩamlū (persiska: ملحم لو) är en ort i Iran.   Den ligger i provinsen Västazarbaijan, i den nordvästra delen av landet, 500 km väster om huvudstaden Teheran. Malḩamlū ligger 1 517 meter över havet och antalet invånare är 174.
Terrängen runt Malḩamlū är huvudsakligen kuperad. Malḩamlū ligger nere i en dal.Runt Malḩamlū är det ganska glesbefolkat, med 47 invånare per kvadratkilometer. Närmaste större samhälle är Şevarīn, 9,7 km söder om Malḩamlū. Trakten runt Malḩamlū består i huvudsak av gräsmarker.